# Takácscincér
A takácscincér (Lamia textor) a cincérfélék családjába tartozó, Eurázsiában honos, főleg fűzfákon élő bogárfaj. 

## Megjelenése
A takácscincér testhossza 15-32 mm. Testalkata vaskos, erőteljes. Az előtor nagyjából négyzet alakú, oldalaiból egy-egy tüske áll ki; szárnyfedőinek oldalvonalai kb. a felükig párhuzamosak. Alapszíne fekete, felszínét barna, molyhos szőrök fedik, így matt sötétbarnának tűnik. Szárnyfedői szemcsézettek és hátul ráncoltak, felületüket néhány sűrűbben molyhos, sárgásbarna szőrfolt díszíti. Hártyás szárnyai jól fejlettek, a bogár röpképes. Feje a test tengelyére merőlegesen, lefelé mutat. Csápjai mindkét nem esetében rövidebbek a testénél, az első íz különösen vaskos. 

## Elterjedése és életmódja
Eurázsiában honos, az Ibériai-félszigettől egészen Japánig. Magyarországon az Alföldön és az alacsonyabb domb- és hegyvidékeken él, elterjedt, helyenként gyakori faj.  
Vízparti, ártéri erdők, ligetek lakója. Lárvája elsősorban fűz (esetleg nyár, nyír vagy éger) törzsének alsó részén (többnyire a föld alatt, gyakran vízben álló), gyökértáján, vagy magukban a vastagabb gyökerekben él. Fejlődése 2-4 évig tart, eközben a kéreg alatt, majd a fában rágja kiterjedt galériáit. Gyengébb vagy fiatalabb fák elpusztulhatnak károsítása következtében. A lárva az utolsó telelést követően tavasszal bábozódik. Az imágók szokatlanul hosszú ideig, 300 napig is élhetnek, kora tavasztól kora őszig rajzanak (május-júniusban láthatók leggyakrabban). Alkonyatkor, éjjel aktívak, de néha nappal is láthatóak, ahogyan a talajon vagy az alacsonyabb cserjéken mászkálnak lomhán. 

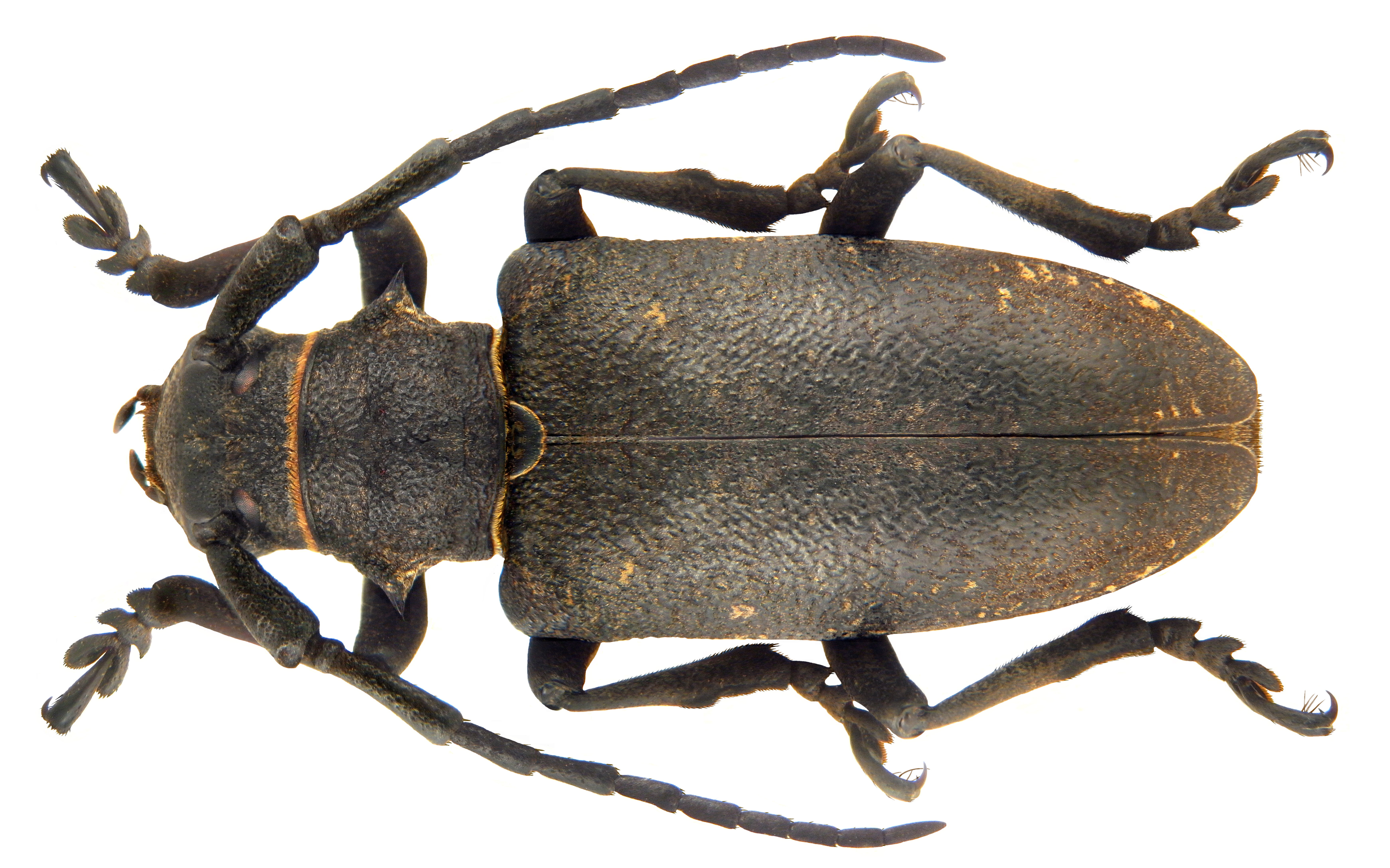
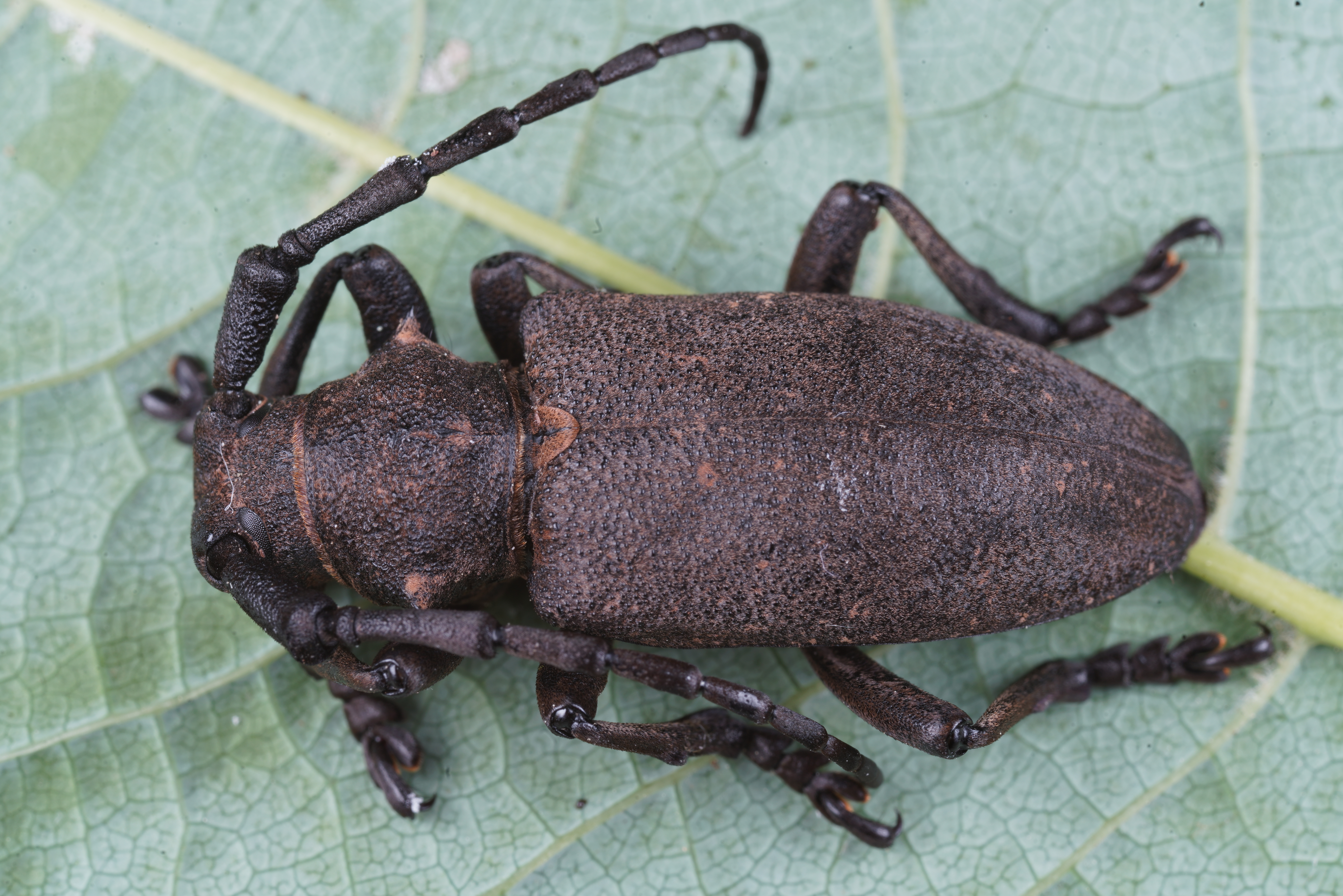
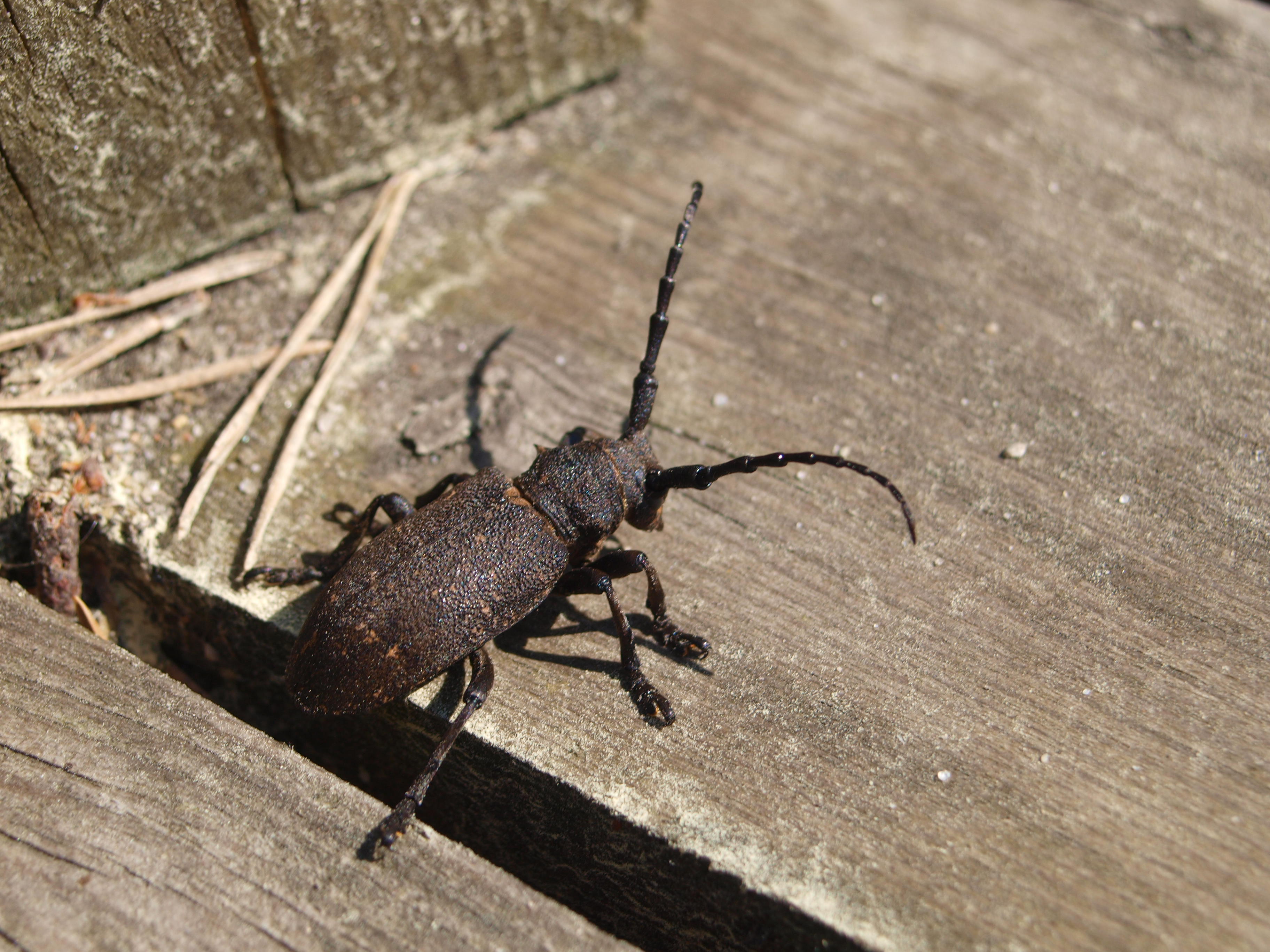
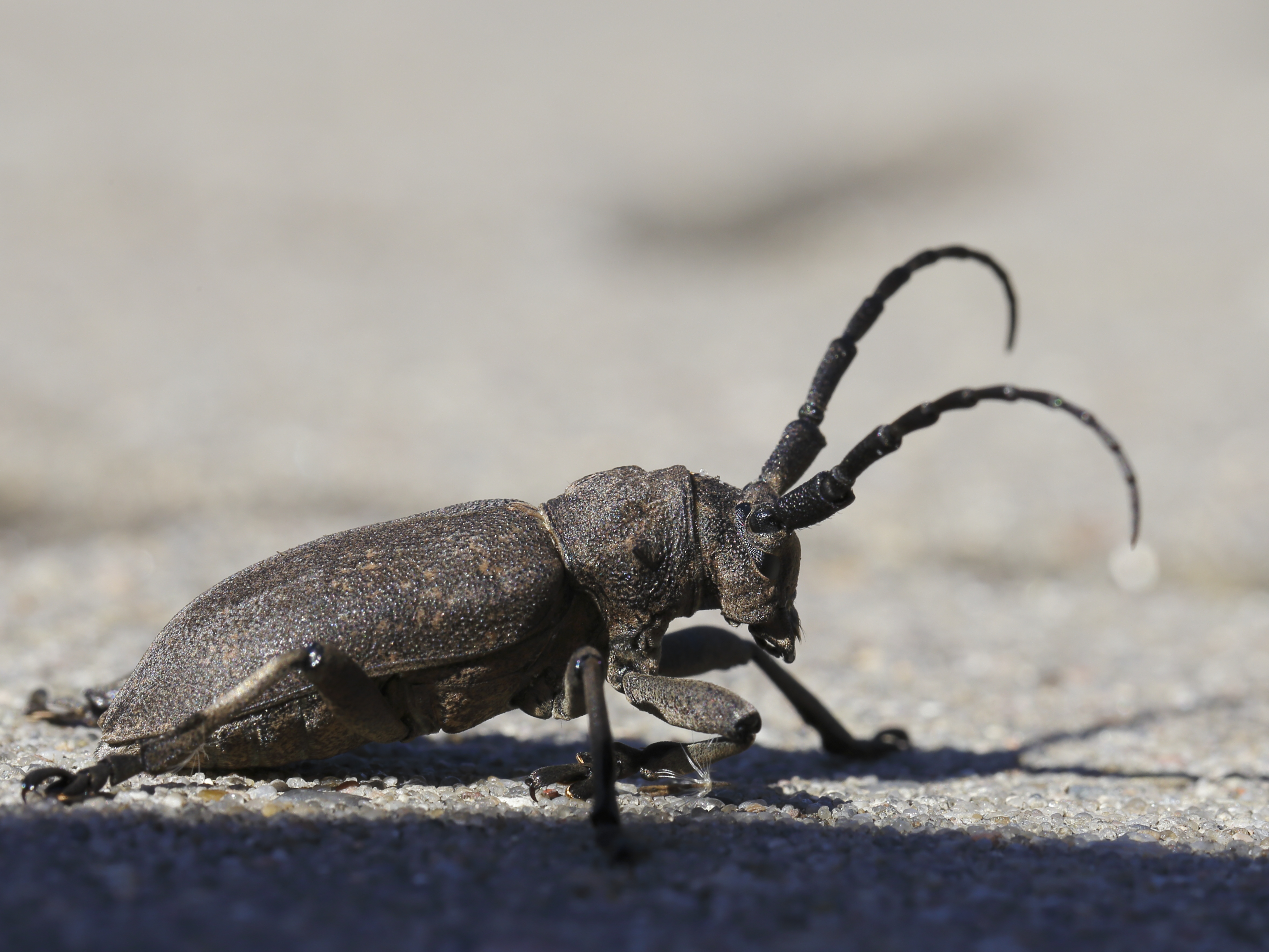
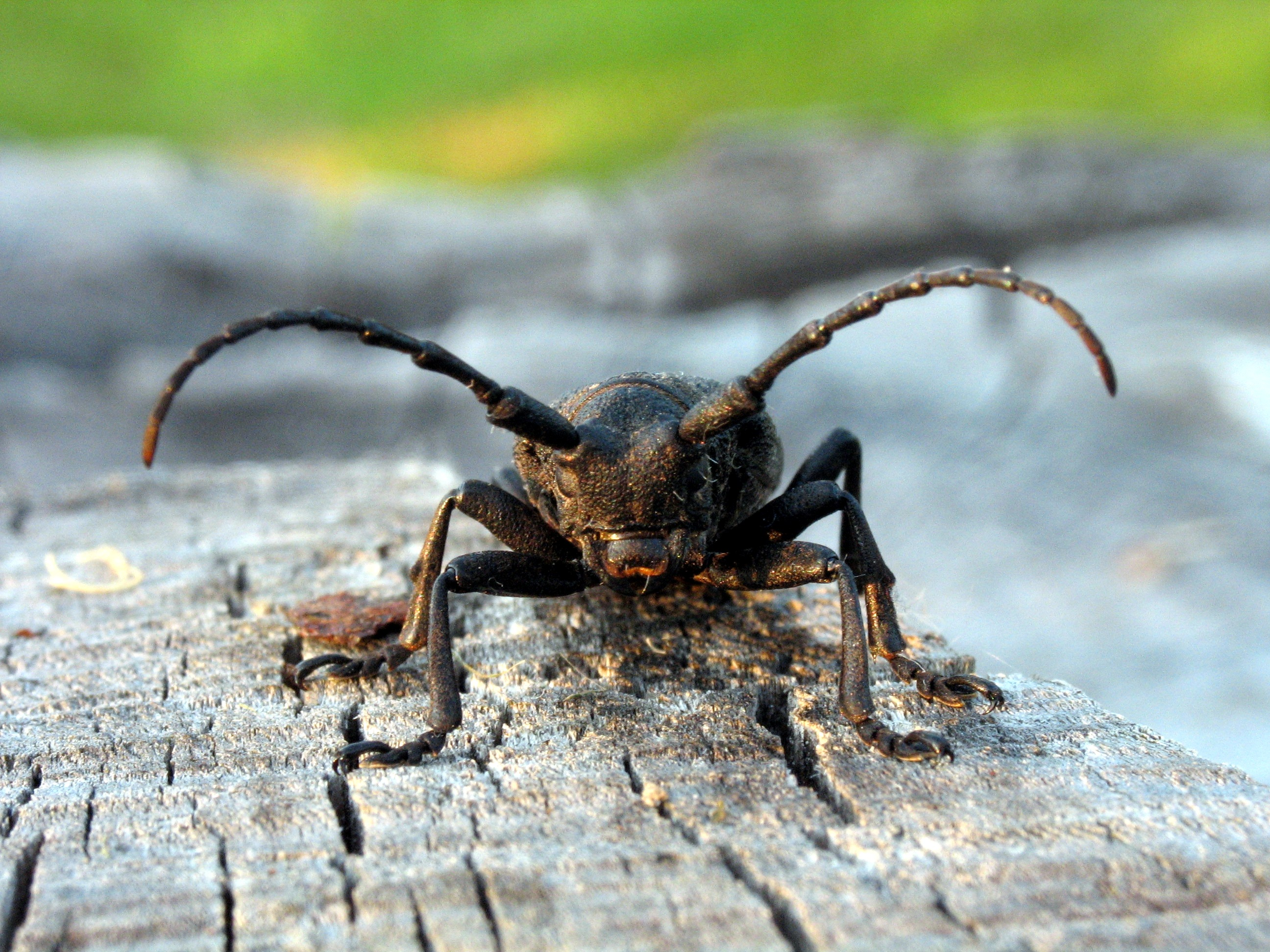

Magyarországon nem védett.